# Mező Gábor
Mező Gábor (Budapest, 1980 –) magyar újságíró.

## Pályafutása
Korábban sportújságíróként dolgozott, később fordult figyelme a történelem felé. Különböző sajtótermékeknek, elektronikus oldalaknak (Magyar Hírlap, Hamvas Intézet, PestiSrácok.hu, Pesti TV) dolgozott. A Pesti TV-n Hálózat címen műsort vezetett.
Cikkeiben és műveiben Magyarország 1945 utáni történetével, a rendszerváltással foglalkozik. Olvasmányos, ismeretterjesztő stílusban dolgozza fel ezeket a korábban kevésbé kutatott, olykor tabusított területeket. Kutatási módszerei erősen megkérdőjelezhetők.
2023-ban megjelent, A kultúra megszállása című könyve első helyezést ért el a Bookline 31. heti sikerlistáján.

## Díjai
- Magyar Ezüst Érdemkereszt polgári tagozat, 2024. augusztus 20.[4]

## Művei

### Könyvek
- A média lenyúlásának titkos története, Erdélyi Szalon Kiadó Kft., 2021, ISBN 9786156016577[5]
- Ellopni a lelket, megtörni a testet. Őrületre ítélve a Legvidámabb Barakkban, Erdélyi Szalon Kiadó Kft., 2021, ISBN 978-615-6016-81-2
- A kultúra megszállása, Századvég Közéleti Tudásközpont, 2023, ISBN 9786156436191[6]
- A tévé megszállása, Századvég Közéleti Tudásközpont, 2023, ISBN 9786156436337[7]
- A népirtás csöndje – Rekviem a délvidéki magyarokért, Erdélyi Szalon, 2023, ISBN 9786156502339[8]
- Az Ördög van odakint, Századvég Kiadó, Budapest, 2024, ISBN 9786156436443[9]
- A sajtó megszállása. Besúgók; Századvég, Budapest, 2024

### Videófelvételek
- Levelek a bolondokházából (youtube.com - Planet Film Studio csatorna)
- Koncz Zsuzsa és társai hazugságai, amiről senki sem beszélt (youtube.com)
- Mező Gábor: 10 történet – AVH, rablás, terror, átmentés és privatizáció (youtube.com)